# NGC 783
NGC 783 في الفهرس العام الجديد، هي مجرة، تقع في كوكبة المثلث. اكتشفت في 22 سبتمبر 1871 بواسطة إدوارد ستيفان.

## روابط خارجية
- NGC 783 على موقع ويكي سكاي: DSS2, SDSS, GALEX, IRAS, Hydrogen α, X-Ray, Astrophoto, Sky Map, Articles and images